# Clase Anchorage
Los buques de desembarco de la clase Anchorage eran una serie de cinco buques de desembarco de muelle (LSD) construidos y encargados por la Armada de los Estados Unidos entre 1965 y 1972.
 La Armada de los EE. UU. vendió o desmanteló los cinco entre 1998 y 2003. Les suceden los LSD de la clase Whidbey Island y los LSD de la clase Harpers Ferry.

## Unidades
- USS Anchorage (LSD-36): alta en 1969. Retirado en 2003.[5] Hundido como buque objetivo el 17 de julio de 2010.[5]
- USS Portland (LSD-37): alta en 1970. Retirado en 2003.[6] Hundido como blanco naval el 25 de abril de 2004.[6]
- USS Pensacola (LSD-38): alta en 1971. Vendido a la Armada de Taiwán el año 2000 como ROCS Hsu Hai (LSD-193).
- USS Mount Vernon (LSD-39): alta en 1972. Retirado en 2003.[7] Hundido como buque objetivo el 16 de junio de 2005.[7]
- USS Fort Fisher (LSD-40): alta en 1972. Retirado en 1998.[8] Vendido para desguace el 22 de mayo de 2009.[8]